# Baar (región)
Baar es una meseta en el sur de Baden-Wurtemberg, Alemania.

## Extensión
La región se extiende por una superficie de 376 km².

## Altitud
Se encuentra a una altitud de entre 600 a 900 metros sobre el nivel del mar y la altitud promedio es de 700 m.

## Ubicación
Está ubicada entre la Selva Negra Meridional y el Jura de Suabia.

## Ciudades
Las ciudades principales son Villingen-Schwenningen y Donaueschingen.

Vista desde Fürstenberg hasta el Baar

## Literatura
- Volkhard Huth y Johanna Regnath (editores): Die Baar als Königslandschaft (La Baar como Paisaje de Reyes), 397 páginas. Jan Thorbecke Verlag, Sigmaringen 2010. ISBN 9783799508513